# Alexei Alexejewitsch Murawljow
Alexei Alexejewitsch Murawljow (russisch Алексей Алексеевич Муравлёв; * 2. Mai 1924 in Tiflis, Georgische SSR; † 22. April 2023 in Moskau) war ein sowjetischer bzw. russischer Komponist.

## Leben
Alexei Alexejewitsch Murawljow war der Sohn der Komponistin und Sängerin Jewgenija Wjatscheslawowna Murawljowa, die am Konservatorium Tiflis studierte, und des Elektroingenieurs Alexei Murawljow, der auch gut Klavier spielte. Schon während seiner Kindheit beschäftigte er sich mit Musik und erlernte das Piano. Als Begabtenschüler durfte er bereits 1932 im Alter von acht Jahren am Leningrader Konservatorium studieren. Ab 1938 begann er vollständig am selben Konservatorium zu studieren. Während des Zweiten Weltkriegs setzte er, 1941 bis 1944 ins damalige Swerdlowsk evakuiert, seine Studien am späteren Ural-Konservatorium bei Markian Frolow und Nadeschda Golubowskaja fort. Danach wechselte er ans Moskauer Konservatorium zu Wissarion Schebalin und schloss sein Studium 1949 im Fach Komposition bei Juri Schaporin und im Fach Klavier bei Heinrich Neuhaus ab.
Ab Anfang der 1950er Jahre komponierte Murawljow Musik für Filme wie Aladins Wunderlampe, Anthrazit und Wassili und Wassilissa, wobei er dabei mit Filmregisseuren wie Boris Ryzarew, Alexander Surin und Irina Poplawskaja zusammenarbeitete.
Ab 1967 unterrichtete er am Moskauer Kulturinstitut, von 1972 bis 2013 lehrte er als Professor am Gnessin-Institut Moskau.
Er starb am 22. April 2023 eineinhalb Wochen vor seinem 99. Geburtstag in Moskau.

## Filmografie (Auswahl)
- 1957: Der weiße Pudel (Белый пудель)
- 1958: Eine wunderbare, ungewöhnliche Geschichte (Удивительная история, похожая на сказку)
- 1959: Verschlossene Lippen (Муму)
- 1962: 49 Tage (49 дней)
- 1964: Eine wahre Geschichte (Непридуманная история)
- 1965: Aljoschas Jagd (Алёшкина охота)
- 1967: Aladins Wunderlampe (Волшебная лампа Аладдина)
- 1968: Der Fall Boris Sawinkow (Крах)
- 1968: Die Ballade vom Kommissar (Баллада о комиссаре)
- 1972: Anthrazit (Антрацит)
- 1974: Die Flamme (Пламя)
- 1977: Die schwarze Birke (Чёрная берёза)
- 1981: Wassili und Wassilissa (Василий и Василиса)
- 1983: Die Abenteuer des großen Reisenden Semjon Deshnow (Семён Дежнёв)
- 1991: Das scharlachrote Blümchen (Сказка о купеческой дочери и таинственном цветке)

## Auszeichnungen
- 1950: Stalinpreis für Sinfonie-Ballade Azov-Berg
- 2005: Orden der Ehre (Russland)
- 2014: Orden der Freundschaft